# غمنومه فریدون
غم‌نومه‌ی فریدون، روایتی محاوره و موزون به سبک و سیاق قصه‌های کوچه از یک آبادی است که در آن خندیدن ممنوع می‌شود. در پی این رویداد فریدون جوان خنده‌روی آبادی به دلیل عشقش‌ به لبخندهای معشوقه‌ی خود «هیچا» به اعتراض می‌ایستد و ….

غمنومه‌ی فریدون

این اثر موسیقایی حسین علیزاده به نوعی بازگشتی به ادبیات و موسیقی مغفول کوچه و آثار شنیداریی از این دست است. غمنومه فریدون اثری شنیداری به نویسندگی و کارگردانی پیمان قدیمی و آهنگسازی حسین علیزاده است.
در این اثر صابر ابر، فرهاد اصلانی، امیر جعفری، حبیب رضایی، سیامک صفری، فاطمه معتمدآریا، ژاله علو، آیدا شاملو و مرتضی احمدی به صداپیشگی پرداخته‌اند.

غمنومه‌ی فریدون

## دیگر عوامل[۳][۴]

### مشاور هنری
حبیب رضایی

### کارگردان نمایشی
نیما دهقانی

### نوازندگان
رضا عسگرزاده: دودوک، فلوت، ریکوردر و سازهای کوبه ای

سیامک جهانگیری: نی

صبا علیزاده: کمانچه

رادمان توکلی: تار

مهرداد ناصحی: غژک

سحر ابراهیم: قانون

علی رحیمی: تمبک و دف

حسین علیزاده: تار، سه تار، شورانگیز

### آواز
پوریا اخواص، داریوش کاظمی، علیرضا برنجیان

### همخوانان
مهرداد ناصحی، شهرام رکوعی، راحله برزگری، سحر محمدی، آساره شکارچی، عامر شادمان، روشنک کی منش، سمیرا محسنی

### دستیار آهنگساز
صبا علیزاده

### تصویرگر
عظیم مرکباتچی

### طراح گرافیک
استودیو تهران، فرهاد فزونی، مهدی قاسمی، بهاره صادقی، حمید قدسی، سامان ارشادی

### عکس
مانی لطفی‌زاده، نوید ملکی یگانه

### مدیر تولید
نوری‌الدین حیدری ماهر

### مدیر اجرایی
علی بوستان

### مجری طرح
گروه فکر و خلاقیت آرتی‌مان (هیچا)

### دستیار کارگردان و برنامه‌ریز
مروارید خردمند

### صدابردار گفتارها
امید نیک‌بین، رضا عسگرزاده

### تدوین گفتارها
دانیال جلالی

### منشی صحنه
عاطفه جمالی

### ترجمه انگلیسی
رامین صدیقی

### مشاور رسانه‌ای
نیوشا مزید آبادی

### تبلیغات مجازی
ایلیا شمس (تئاتربازها)، آریان امیرخان (فیلم نیوز)، مرتضی کازرانی نژاد (تهران تئاتر)

### همیاران تولید
محمد صفرپور، نگار ملکی یگانه، دانیال امیری، مرتضی کازرانی نژاد

### همیاران گفتارها
یاسمین ادبی، احسان بدخشان، مهتاب پرنیان، بهرام تیغ‌نورد، دبیا خاتمی، محمدحسین سعید، مهدی شاهدی، ایلناز شعبانی، محمد عطوفی، پرستو قربانی، علی مجاهد

### ساخت فیلم مستند
علیرضا وحدی

### فیلمبردارن پشت صحنه
نوید ملکی یگانه، احسان بحری، هانیه یوسفیان، عماد رسولی، علیرضا وحدی، کیوان رضازاده

### تهیه کننده
پیمان قدیمی، تار و پود

### ناشر
موسسه فرهنگی و هنری تار و پود

### پخش
نشر و پخش موسیقی جوان، نیما جوان

### فروش آنلاین نسخه محدود
موسسه فرهنگی و هنری ققنوس، محمدحسین توتونچیان